# 漢学紀源
『漢学紀源』（かんがくきげん）は、江戸時代後期に薩摩藩士伊地知季安によって書かれた漢学史書。全5巻。
著者が近思録崩れに連座して遠島とされた後に本土に移されて幽閉された文化9年（1812年）から天保12年（1841年）の時期に書かれたとされている。
巻1では、日本に儒教が伝来したと当時考えられていた神功皇后期から、徐福・王仁・聖徳太子・粟田真人・吉備真備・菅原道真・義堂周信ら、古代から室町時代における五山文化興隆期を扱い、巻2では、五山文化から薩摩国の儒教文化を興隆させた桂庵玄樹の登場までを扱い、巻3では薩南学派の発展に尽した島津忠良や南浦文之の活躍や江戸時代初期の儒学を扱い、巻4では薩南学派の総本山とされた正龍寺の歴史や元禄・享保以後の薩摩藩の儒教史を扱っているが未完である。巻5は付録で佐藤一斎との書簡など季安自身の儒教史を扱っている。